# Marlhas
Marlhes és un municipi francès situat al departament del Loira i a la regió d'Alvèrnia-Roine-Alps. L'any 2007 tenia 1.375 habitants.

## Demografia

### Població
El 2007 la població de fet de Marlhes era de 1.375 persones. Hi havia 461 famílies de les quals 118 eren unipersonals (55 homes vivint sols i 63 dones vivint soles), 134 parelles sense fills, 189 parelles amb fills i 20 famílies monoparentals amb fills.
La població ha evolucionat segons el següent gràfic:
Habitants censats

### Habitatges
El 2007 hi havia 705 habitatges, 470 eren l'habitatge principal de la família, 217 eren segones residències i 18 estaven desocupats. 580 eren cases i 108 eren apartaments. Dels 470 habitatges principals, 325 estaven ocupats pels seus propietaris, 131 estaven llogats i ocupats pels llogaters i 14 estaven cedits a títol gratuït; 6 tenien una cambra, 37 en tenien dues, 72 en tenien tres, 122 en tenien quatre i 233 en tenien cinc o més. 325 habitatges disposaven pel capbaix d'una plaça de pàrquing. A 210 habitatges hi havia un automòbil i a 202 n'hi havia dos o més.

### Piràmide de població
La piràmide de població per edats i sexe el 2009 era:
| Homes | Edats   | Dones |
| ----- | ------- | ----- |
| 0     | 95 o +  | 8     |
| 0     | 90 a 94 | 8     |
| 8     | 85 a 89 | 12    |
| 16    | 80 a 84 | 32    |
| 16    | 75 a 79 | 16    |
| 36    | 70 a 74 | 12    |
| 36    | 65 a 69 | 36    |
| 44    | 60 a 64 | 40    |
| 16    | 55 a 59 | 24    |
| 56    | 50 a 54 | 40    |
| 40    | 45 a 49 | 40    |
| 56    | 40 a 44 | 40    |
| 80    | 35 a 39 | 48    |
| 52    | 30 a 34 | 56    |
| 24    | 25 a 29 | 40    |
| 12    | 20 a 24 | 24    |
| 44    | 15 a 19 | 48    |
| 24    | 10 a 14 | 36    |
| 68    | 5 a 9   | 44    |
| 44    | 0 a 4   | 32    |

## Economia
El 2007 la població en edat de treballar era de 818 persones, 597 eren actives i 221 eren inactives. De les 597 persones actives 573 estaven ocupades (326 homes i 247 dones) i 24 estaven aturades (9 homes i 15 dones). De les 221 persones inactives 52 estaven jubilades, 86 estaven estudiant i 83 estaven classificades com a «altres inactius».

### Ingressos
El 2009 a Marlhes hi havia 479 unitats fiscals que integraven 1.237 persones, la mediana anual d'ingressos fiscals per persona era de 17.307 €.

### Activitats econòmiques
Dels 49 establiments que hi havia el 2007, 2 eren d'empreses alimentàries, 2 d'empreses de fabricació d'altres productes industrials, 14 d'empreses de construcció, 7 d'empreses de comerç i reparació d'automòbils, 3 d'empreses de transport, 2 d'empreses d'hostatgeria i restauració, 1 d'una empresa financera, 1 d'una empresa immobiliària, 6 d'empreses de serveis, 8 d'entitats de l'administració pública i 3 d'empreses classificades com a «altres activitats de serveis».
Dels 22 establiments de servei als particulars que hi havia el 2009, 1 era una oficina de correu, 1 una oficina bancària, 2 tallers de reparació d'automòbils i de material agrícola, 3 paletes, 2 guixaires pintors, 4 fusteries, 1 lampisteria, 3 electricistes, 1 empresa de construcció, 1 perruqueria, 1 veterinari i 2 restaurants.
Dels 4 establiments comercials que hi havia el 2009, 1 era una botiga de menys de 120 m², 1 una fleca i 2 carnisseries.
L'any 2000 a Marlhes hi havia 39 explotacions agrícoles que ocupaven un total de 1.392 hectàrees.

## Equipaments sanitaris i escolars
L'únic equipament sanitari que hi havia el 2009 era una farmàcia.
El 2009 hi havia una escola elemental.

## Poblacions més properes
El següent diagrama mostra les poblacions més properes.